# Furuhashi Kyogo
Furuhashi Kyōgo (古橋 亨梧 sinh ngày 20 tháng 1 năm 1995) là một cầu thủ bóng đá chuyên nghiệp người Nhật Bản hiện đang thi đấu cho câu lạc bộ Rennes thuộc giải Ligue 1 và đội tuyển bóng đá quốc gia Nhật Bản ở vị trí tiền đạo cắm.
Ở mùa giải 2022-23, anh trở thành vua phá lưới Scottish Premiership với 27 bàn thắng, kỷ lục về số bàn thắng trong một mùa của một cầu thủ Nhật Bản tại một giải Vô địch Quốc gia Châu Âu.

## Sự nghiệp
Kyogo Furuhashi gia nhập câu lạc bộ tại J2 League FC Gifu năm 2017. Đến giữa năm 2018 anh ra mắt tại câu lạc bộ Vissel Kobe tại J1 League và đã có một quãng thời gian thi đấu thăng hoa tại đây, trước khi anh chính thức sang con đường châu Âu chơi bóng bằng việc gia nhập Celtic vào hè năm 2021.
Ở cấp độ đội tuyển quốc gia, anh đã ra mắt trong màu áo Đội tuyển quốc gia Nhật Bản vào năm 2019 và là thành viên đưa đội tuyển tham gia World Cup 2022.

## Thống kê sự nghiệp

### Câu lạc bộ
Tính đến ngày 26 tháng 12 năm 2021
| Câu lạc bộ          | Mùa giải            | Giải đấu                 | Giải đấu | Giải đấu  | Cúp quốc gia | Cúp quốc gia | Cúp liên đoàn | Cúp liên đoàn | Cúp châu lục | Cúp châu lục | Khác    | Khác      | Tổng cộng | Tổng cộng |
| Câu lạc bộ          | Mùa giải            | Giải                     | Số trận  | Bàn thắng | Số trận      | Bàn thắng    | Số trận       | Bàn thắng     | Số trận      | Bàn thắng    | Số trận | Bàn thắng | Số trận   | Bàn thắng |
| ------------------- | ------------------- | ------------------------ | -------- | --------- | ------------ | ------------ | ------------- | ------------- | ------------ | ------------ | ------- | --------- | --------- | --------- |
| FC Gifu             | 2017                | J2 League                | 42       | 6         | 2            | 0            | –             | –             | –            | –            | –       | –         | 44        | 6         |
| FC Gifu             | 2018                | J2 League                | 26       | 11        | 1            | 0            | –             | –             | –            | –            | –       | –         | 27        | 11        |
| FC Gifu             | Tổng cộng           | Tổng cộng                | 68       | 17        | 3            | 0            | 0             | 0             | 0            | 0            | 0       | 0         | 71        | 17        |
| Vissel Kobe         | 2018                | J1 League                | 13       | 5         | 0            | 0            | 0             | 0             | –            | –            | –       | –         | 13        | 5         |
| Vissel Kobe         | 2019                | J1 League                | 31       | 10        | 4            | 2            | 1             | 0             | –            | –            | –       | –         | 36        | 12        |
| Vissel Kobe         | 2020                | J1 League                | 30       | 12        | –            | –            | 1             | 0             | 8            | 4            | 1       | 1         | 40        | 17        |
| Vissel Kobe         | 2021                | J1 League                | 21       | 15        | 1            | 1            | 0             | 0             | –            | –            | –       | –         | 22        | 16        |
| Vissel Kobe         | Tổng cộng           | Tổng cộng                | 95       | 42        | 5            | 3            | 2             | 0             | 8            | 4            | 1       | 1         | 111       | 50        |
| Celtic              | 2021–22             | Giải Ngoại hạng Scotland | 14       | 8         | 0            | 0            | 3             | 3             | 9            | 5            | –       | –         | 26        | 16        |
| Tổng cộng sự nghiệp | Tổng cộng sự nghiệp | Tổng cộng sự nghiệp      | 177      | 67        | 8            | 3            | 4             | 1             | 17           | 9            | 1       | 1         | 207       | 81        |

1. ↑  Ra sân tại AFC Champions League
2. ↑  Ra sân tại Siêu cúp Nhật Bản
3. ↑  Ra sân tại UEFA Europa League

### Quốc tế
Tính đến ngày 17 tháng 10 năm 2023
| Đội tuyển quốc gia | Năm       | Ra sân | Bàn thắng |
| ------------------ | --------- | ------ | --------- |
| Nhật Bản           | 2019      | 1      | 0         |
| Nhật Bản           | 2021      | 11     | 3         |
| Nhật Bản           | 2022      | 4      | 0         |
| Nhật Bản           | 2023      | 5      | 2         |
| Tổng cộng          | Tổng cộng | 21     | 5         |

Tỉ số và kết quả liệt kệ tỉ số chung cuộc cho đội tuyển Nhật Bản, cột tỉ số liệt kê tỉ số hiện tại sau mỗi bàn thắng của Furuhashi.
| STT | Ngày                 | Địa điểm                                      | Đối thủ     | Bàn thắng | Tỉ số chung cuộc | Giải đấu                      |
| --- | -------------------- | --------------------------------------------- | ----------- | --------- | ---------------- | ----------------------------- |
| 1   | 30 tháng 3 năm 2021  | Fukuda Denshi Arena, Chiba, Nhật Bản          | Mông Cổ     | 10–0      | 14–0             | Vòng loại FIFA World Cup 2022 |
| 2   | 30 tháng 3 năm 2021  | Fukuda Denshi Arena, Chiba, Nhật Bản          | Mông Cổ     | 11–0      | 14–0             | Vòng loại FIFA World Cup 2022 |
| 3   | 7 tháng 6 năm 2021   | Sân vận động Panasonic Suita, Suita, Nhật Bản | Tajikistan  | 1–0       | 4–1              | Vòng loại FIFA World Cup 2022 |
| 4   | 15 tháng 6 năm 2023  | Sân vận động Toyota, Toyota, Nhật Bản         | El Salvador | 6–0       | 6–0              | Cúp Kirin 2023                |
| 5   | 17 tháng 10 năm 2023 | Sân vận động Noevir Kobe, Kobe, Nhật Bản      | Tunisia     | 1–0       | 2–0              | Cúp Kirin 2023                |